# Sirik (Verwaltungsbezirk)
Sirik (persisch شهرستان سیریک), ehemals Gavbani, ist ein Schahrestan in der Provinz Hormozgan im Iran. Er enthält die Stadt Sirik, welche die Hauptstadt des Verwaltungsbezirks ist.

## Kreise
- Zentral (بخش مرکزی)
- Bemani

## Demografie
Bei der Volkszählung 2016 betrug die Einwohnerzahl des Schahrestan 45.723. Die Alphabetisierung lag bei 84 Prozent der Bevölkerung. Knapp 27 Prozent der Bevölkerung lebten in urbanen Regionen.
| Zensusjahr | Einwohnerzahl |
| ---------- | ------------- |
| 2011       | 42.843        |
| 2016       | 45.723        |